# 蒙索莱米讷
蒙索莱米讷（法語：Montceau-les-mines，發音：[mɔ̃so le min] ⓘ），法国中东部城市，勃艮第-弗朗什-孔泰大区索恩-卢瓦尔省的市镇，隶属于欧坦区，其市镇面积为16.62平方公里，是该省人口第四多的市镇，2022年1月1日时人口数量为16,946人，在法国市镇中排名第527位。
蒙索莱米讷位于索恩-卢瓦尔省中部略偏西，布班斯河畔，是一个区域性的中心城市，其市镇建于1856年，因煤炭开采而兴盛，后因煤炭资源枯竭而人口流失。

## 地名来源
“蒙索”一名来源于当地一个叫“Le Montceau”的小村庄，该名称来源于拉丁语单词“Montcellis”，意为“小山丘”，最初于977年被记载。“莱米讷”则和当地近现代的煤炭开采活动有关。

## 历史

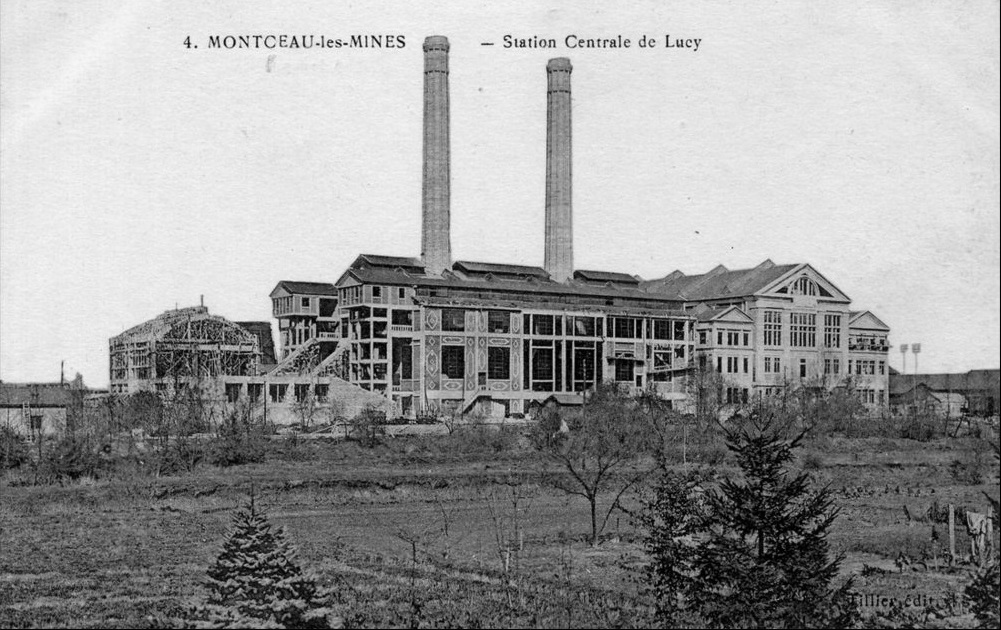
20世纪初蒙索莱米讷的吕西热电站

蒙索莱米讷历史上长期为一处普通村落，以“Le Montceau”命名的庄园在中世纪中后期成为布朗济的一个村落。18世纪时，蒙索莱米讷附近区域发现煤炭资源并得到零星开采，其中布朗济的人口数量逐年增加，一条连接索恩河和卢瓦尔河的人工运河由此通过。法国大革命后，蒙索莱米讷被划入索恩-卢瓦尔省，其主体部分属于布朗济。1818年，时任勒克勒佐市长的让-弗朗索瓦·沙戈获得了煤炭挖掘权，这一地区的煤炭得以机械化大规模开采。1833年，布朗济矿务局（Compagnie des Mines de Blanzy）成立，蒙索莱米讷成为该机构范围内规模最大的产矿区。1856年，布朗济、圣贝兰苏桑维涅和圣瓦利耶三个市镇各分出部分区域，组建成为蒙索莱米讷，使其成为一个面积1,662公顷，人口数量达2,206人的独立市镇。19世纪中后期，随着煤炭开采工业的兴盛，蒙索莱米讷人口数量快速增加，至20世纪初已超过2.9万人口。其间，当地矿工多次因不满其薪资待遇及工作条件而举行大罢工，1878年当地工人甚至成立了无政府性质的黑带联盟，此后又出现了大批工会组织。蒙索莱米讷激进的劳工关系变革使得其被称为“社会学实验室”。第二次世界大战期间，蒙索莱米讷出现大批抵抗运动组织及活跃成员，战后，蒙索莱米讷获得由法国政府颁布的“抵抗运动贡献奖”。1946年，蒙索莱米讷煤矿被收归国有。20世纪中后期，蒙索莱米讷煤炭资源逐渐萎缩，煤炭开采活动逐渐由地下转至地面，当地的最后一处煤矿于2000年彻底关闭。

## 地理

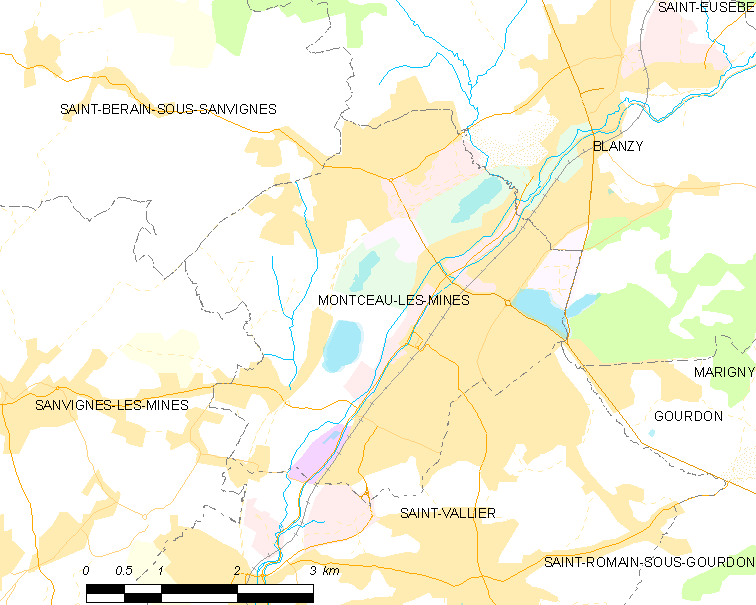
蒙索莱米讷市镇范围地图

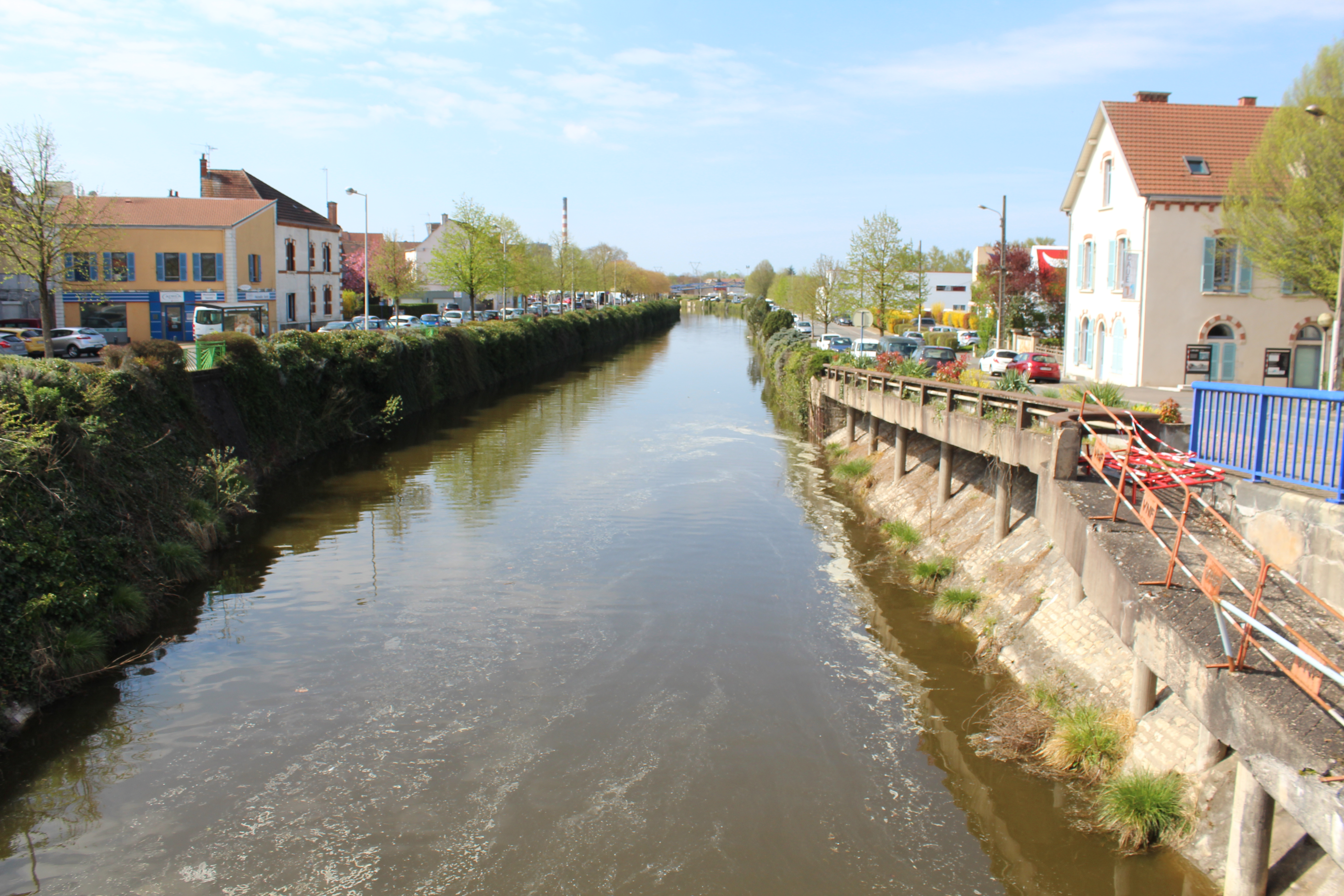
途径蒙索莱米讷的运河

蒙索莱米讷位于法国中东部，勃艮第-弗朗什-孔泰大区西南部和索恩-卢瓦尔省中西部，距离省会马孔大约65公里。与蒙索莱米讷接壤的市镇包括：圣贝兰苏桑维涅、布朗济、圣瓦利耶、桑维涅莱米讷。

### 地形
蒙索莱米讷位于法国中央高原的东北部延伸区域，境内以浅丘为主，市镇中心地势较为平坦，全境海拔在274到326米之间。

### 水文
布班斯河自西南向东北流经境内，属于卢瓦尔河水系。人工开凿的运河与之平行经过蒙索莱米讷市区，其水量由船闸控制。此外市区东部的勒普莱西湖（lac du Plessis）是一处大型人工湖泊，现为当地的城市地表水源汲取地；市区北部和西部亦有多处由露天煤矿坑改造而成的湖泊。

### 植被
蒙索莱米讷属于温带阔叶混交林区，市中心的小树林公园（Parc du Petit Bois）是当地主要的城市绿地，林地则广泛分布于河流及湖泊附近。
在鲜花城市的评比中，蒙索莱米讷被评为3星级鲜花城市。

### 气候
蒙索莱米讷在柯本气候分类法中属于温带海洋性气候。
距离蒙索莱米讷最近的气象站位于蒙圣樊尚境内，以下为该气象站的数据（其中日照数据取自帕赖勒莫尼亚勒）：
| 蒙圣樊尚 1981年－2019年 | 蒙圣樊尚 1981年－2019年 | 蒙圣樊尚 1981年－2019年 | 蒙圣樊尚 1981年－2019年 | 蒙圣樊尚 1981年－2019年 | 蒙圣樊尚 1981年－2019年 | 蒙圣樊尚 1981年－2019年 | 蒙圣樊尚 1981年－2019年 | 蒙圣樊尚 1981年－2019年 | 蒙圣樊尚 1981年－2019年 | 蒙圣樊尚 1981年－2019年 | 蒙圣樊尚 1981年－2019年 | 蒙圣樊尚 1981年－2019年 | 蒙圣樊尚 1981年－2019年 |
| 月份                    | 1月                     | 2月                     | 3月                     | 4月                     | 5月                     | 6月                     | 7月                     | 8月                     | 9月                     | 10月                    | 11月                    | 12月                    | 全年                    |
| ----------------------- | ----------------------- | ----------------------- | ----------------------- | ----------------------- | ----------------------- | ----------------------- | ----------------------- | ----------------------- | ----------------------- | ----------------------- | ----------------------- | ----------------------- | ----------------------- |
| 历史最高温 °C（°F）     | 14.9 (58.8)             | 19 (66)                 | 22.3 (72.1)             | 24.3 (75.7)             | 28 (82)                 | 33.9 (93.0)             | 37.2 (99.0)             | 34.6 (94.3)             | 31 (88)                 | 27.3 (81.1)             | 19.4 (66.9)             | 17 (63)                 | 37.2 (99.0)             |
| 平均高温 °C（°F）       | 2.8 (37.0)              | 2.9 (37.2)              | 8.4 (47.1)              | 11.7 (53.1)             | 16.1 (61.0)             | 19.4 (66.9)             | 23.5 (74.3)             | 22.6 (72.7)             | 19.5 (67.1)             | 13.9 (57.0)             | 7.3 (45.1)              | 4.8 (40.6)              | 12.7 (54.9)             |
| 日均气温 °C（°F）       | 0.6 (33.1)              | 0.5 (32.9)              | 5 (41)                  | 8 (46)                  | 12.1 (53.8)             | 15.4 (59.7)             | 18.8 (65.8)             | 18.2 (64.8)             | 15.5 (59.9)             | 10.8 (51.4)             | 5 (41)                  | 2.9 (37.2)              | 9.4 (48.9)              |
| 平均低温 °C（°F）       | −1 (30)                 | −1.8 (28.8)             | 1.8 (35.2)              | 4.3 (39.7)              | 8.1 (46.6)              | 11.1 (52.0)             | 14.2 (57.6)             | 14 (57)                 | 11.6 (52.9)             | 7.9 (46.2)              | 3 (37)                  | 1.2 (34.2)              | 6.2 (43.2)              |
| 历史最低温 °C（°F）     | −18.1 (−0.6)            | −14 (7)                 | −8 (18)                 | −5.9 (21.4)             | −0.7 (30.7)             | −5.9 (21.4)             | 5 (41)                  | 4.7 (40.5)              | 1.9 (35.4)              | −2.2 (28.0)             | −8.8 (16.2)             | −11 (12)                | −18.1 (−0.6)            |
| 平均降水量 mm（）       | 54.8 (2.16)             | 43 (1.7)                | 36.8 (1.45)             | 59.5 (2.34)             | 73.2 (2.88)             | 50.2 (1.98)             | 36.9 (1.45)             | 46 (1.8)                | 51.1 (2.01)             | 66.8 (2.63)             | 51.7 (2.04)             | 60.7 (2.39)             | 630.7 (24.83)           |
| 月均日照時數            | 62                      | 78.3                    | 147.3                   | 150.7                   | 173.4                   | 218.9                   | 226.6                   | 199.6                   | 150.6                   | 113.1                   | 65                      | 44.9                    | 1,630.4                 |
| 来源：infoclimat.fr     |                         |                         |                         |                         |                         |                         |                         |                         |                         |                         |                         |                         |                         |

## 行政区划
蒙索莱米讷是法国勃艮第-弗朗什-孔泰大区索恩-卢瓦尔省的一个市镇，编号为71306。蒙索莱米讷隶属于欧坦区以及索恩-卢瓦尔省第五选区，管理蒙索莱米讷县，同时也是克勒佐-蒙索城市公共社区的组成部分。
蒙索莱米讷市镇被划为多个街区，其中勒普莱西（Le Plessis）和韦尔讷树林（Bois-du-Verne）两个街区实行公民自治制度（Conseils citoyens）。
法国国家统计与经济研究所（简称）在进行数据统计时，将蒙索莱米讷及相邻的另外4个市镇设为蒙索莱米讷城市核心区，并将包括核心区在内的周边共11个市镇划为蒙索莱米讷城市区。自2020年起，蒙索莱米讷城市区被包含22个市镇的蒙索莱米讷城市辐射区代替。此外，还将蒙索莱米讷市镇分为了10个“块区”（IRIS），以便于统计人口分布情况。

## 交通

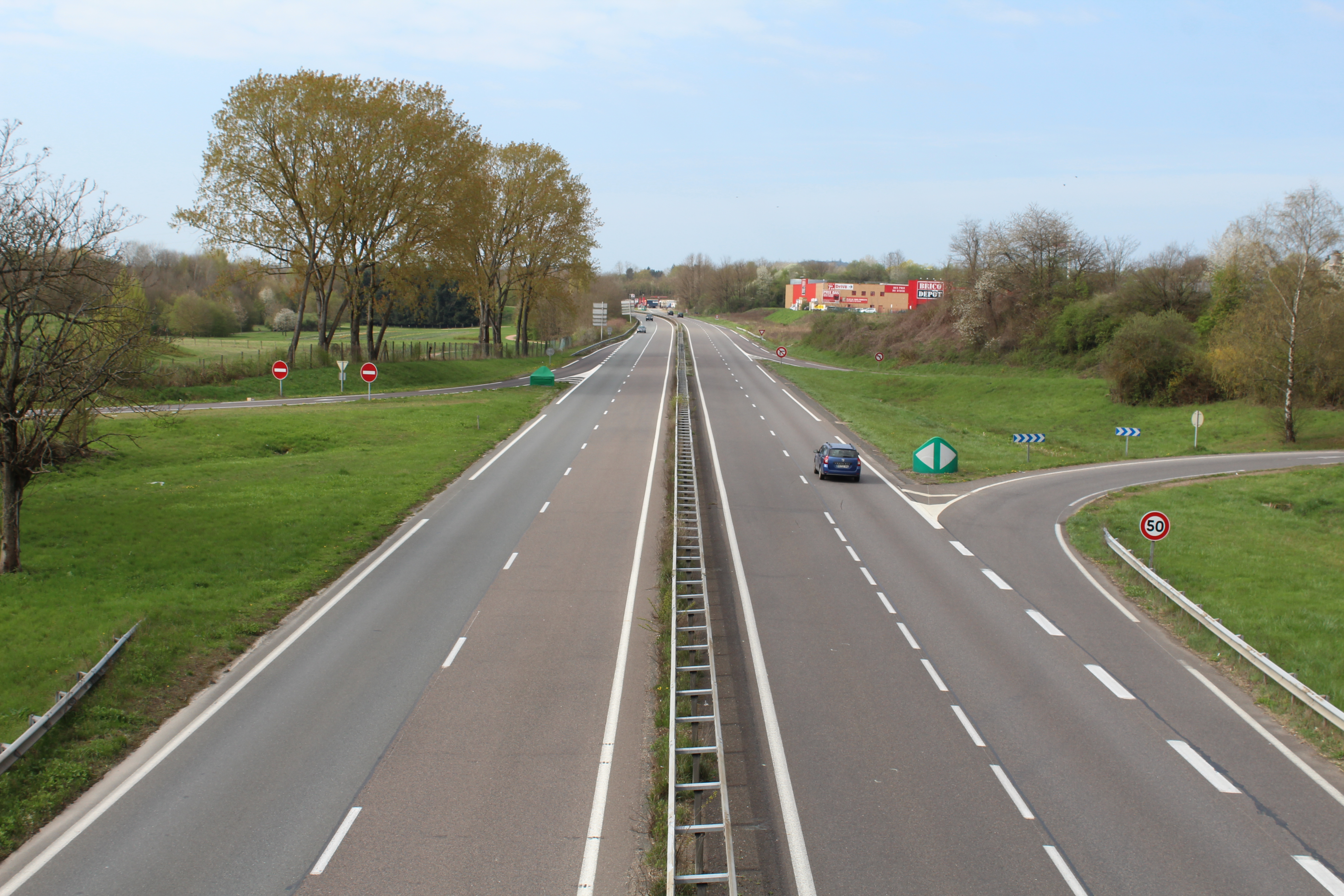
途径蒙索莱米讷的法国国道N70线

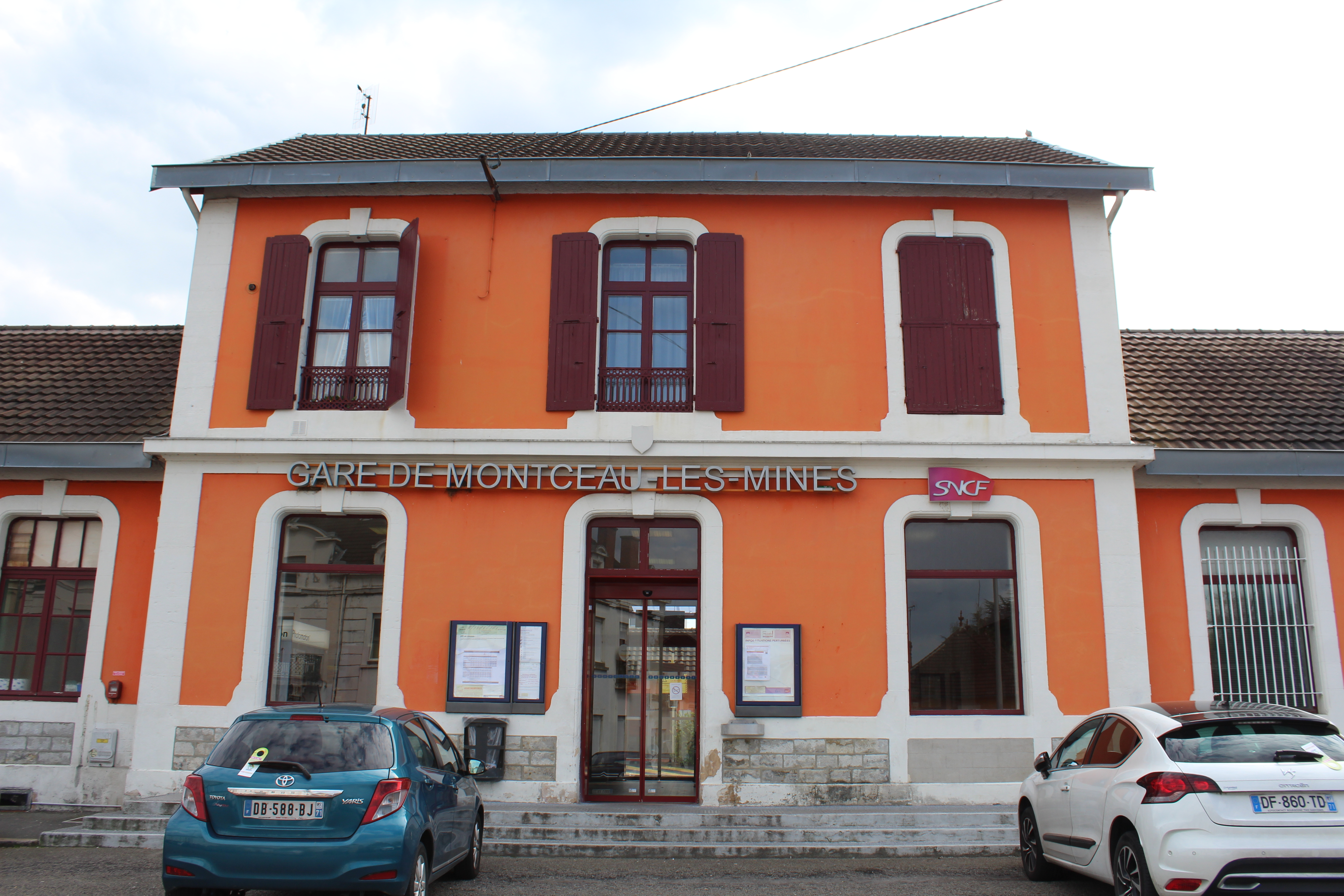
蒙索莱米讷火车站

### 公路
法国国道N70线经过蒙索莱米讷市区西北部，该公路是法国中部重要的交通干线。此外多条索恩-卢瓦尔省省道在蒙索莱米讷境内交汇。勃艮第-弗朗什-孔泰大区下属的城际客运提供途径蒙索莱米讷的巴士线路，可前往索恩河畔沙隆及勒克勒佐TGV站。
2017年，69%的蒙索莱米讷家庭拥有至少一辆私人汽车。2019年，蒙索莱米讷境内共发生各类交通事故52起，造成2人遇难，57人受伤。

### 铁路
蒙索莱米讷位于勒科托－蒙沙南铁路上。蒙索莱米讷站位于市区中部，停靠往返于蒙沙南和帕赖勒莫尼亚勒一线的区域列车，部分班次可延伸至克莱蒙费朗。
勒克勒佐TGV站，全名为“勒克勒佐-蒙索莱米讷-蒙沙南高铁站”（Gare Le Creusot - Montceau-les-Mines - Montchanin TGV），是一个位于东南高速铁路线上的高铁车站，距离蒙索莱米讷市区大约18公里，可通过城际巴士或城市公交线路前往，该站每天停靠数班往返于巴黎和里昂之间的高速列车，由此前往巴黎的旅行时间约1小时15分钟。

### 航空
距离蒙索莱米讷最近的民用航空站为多勒机场，距离蒙索莱米讷市中心的公路里程约102公里；此外蒙索莱米讷距离里昂圣埃克絮佩里机场的公路里程大约150公里。

### 城市公共交通
勒克勒佐-蒙索城市公共交通（商业名称为）是当地的城市公共交通系统。截至2021年8月，该系统共包括近十条公交线路，其中M1线、M2线、M3线以及TGV线经过蒙索莱米讷市区。

## 政治

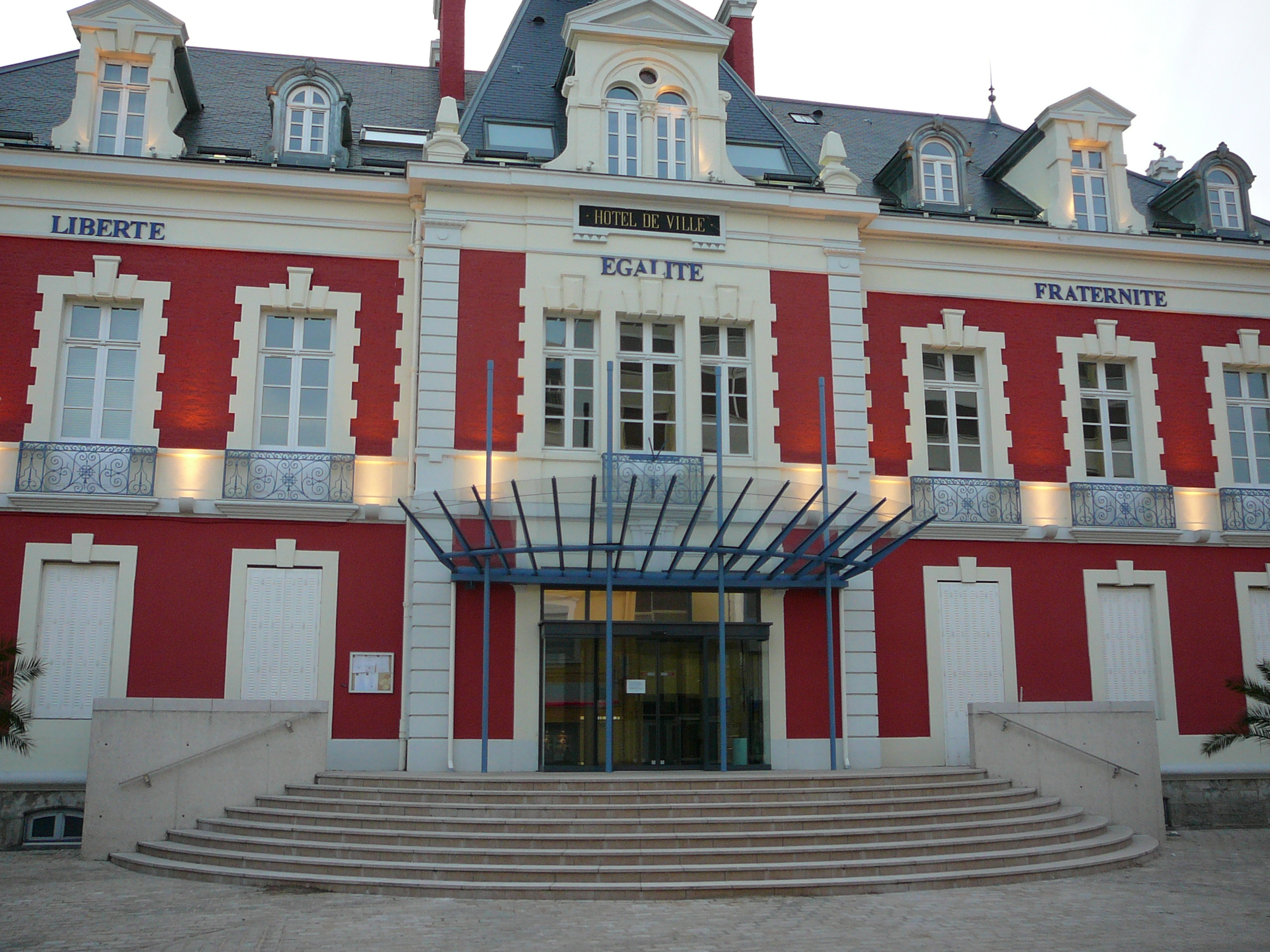
蒙索莱米讷市政厅

蒙索莱米讷的现任市长为马里-克洛德·雅罗先生（Marie-Claude Jarrot），他是让我们自由的一名成员，在2020年的市政选举中获得了46.57%的支持率。
在2017年的法国总统大选中，法国第25任总统埃马纽埃尔·马克龙在蒙索莱米讷获得了59.62%的支持率。
| 蒙索莱米讷历届市长 |                                      |                                         |
| 任期               | 市长                                 | 党派                                    |
| 1944年－1965年     | Pierre Mazuez 皮埃尔·马聚埃兹        | SFIO工人国际法国支部                    |
| 1965年－1987年     | André Jarrot 安德烈·雅罗             | RPR保衛共和聯盟                         |
| 1987年－1995年     | Michel Thomas 米歇尔·托马            | RPR保衛共和聯盟                         |
| 1995年－2014年     | Didier Mathus 迪迪埃·马蒂斯          | PS社会党                                |
| 2014年－           | Marie-Claude Jarrot 马里-克洛德·雅罗 | UMP人民运动联盟 →LR共和黨 →SL让我们自由 |

## 人口
2018年，蒙索莱米讷市镇人口数量为17,897，在法国排名第527位。其中男性8,402人，女性9,996人，75岁及以上人口占13.0%，外籍人口数量为4,047人，人口密度为1,077人/平方公里，当地居民被称为（男性）或（女性）。2019年，蒙索莱米讷境内出生180人，死亡人口278人。
| 年份   | 1936   | 1946   | 1954   | 1962   | 1968   | 1975   | 1982   | 1990   | 1999   | 2006   | 2011   | 2016   | 2018   |
| ------ | ------ | ------ | ------ | ------ | ------ | ------ | ------ | ------ | ------ | ------ | ------ | ------ | ------ |
| 人口數 | 26,902 | 26,726 | 28,308 | 29,364 | 27,421 | 28,177 | 26,925 | 22,999 | 20,634 | 19,538 | 19,124 | 18,722 | 17,897 |

## 经济

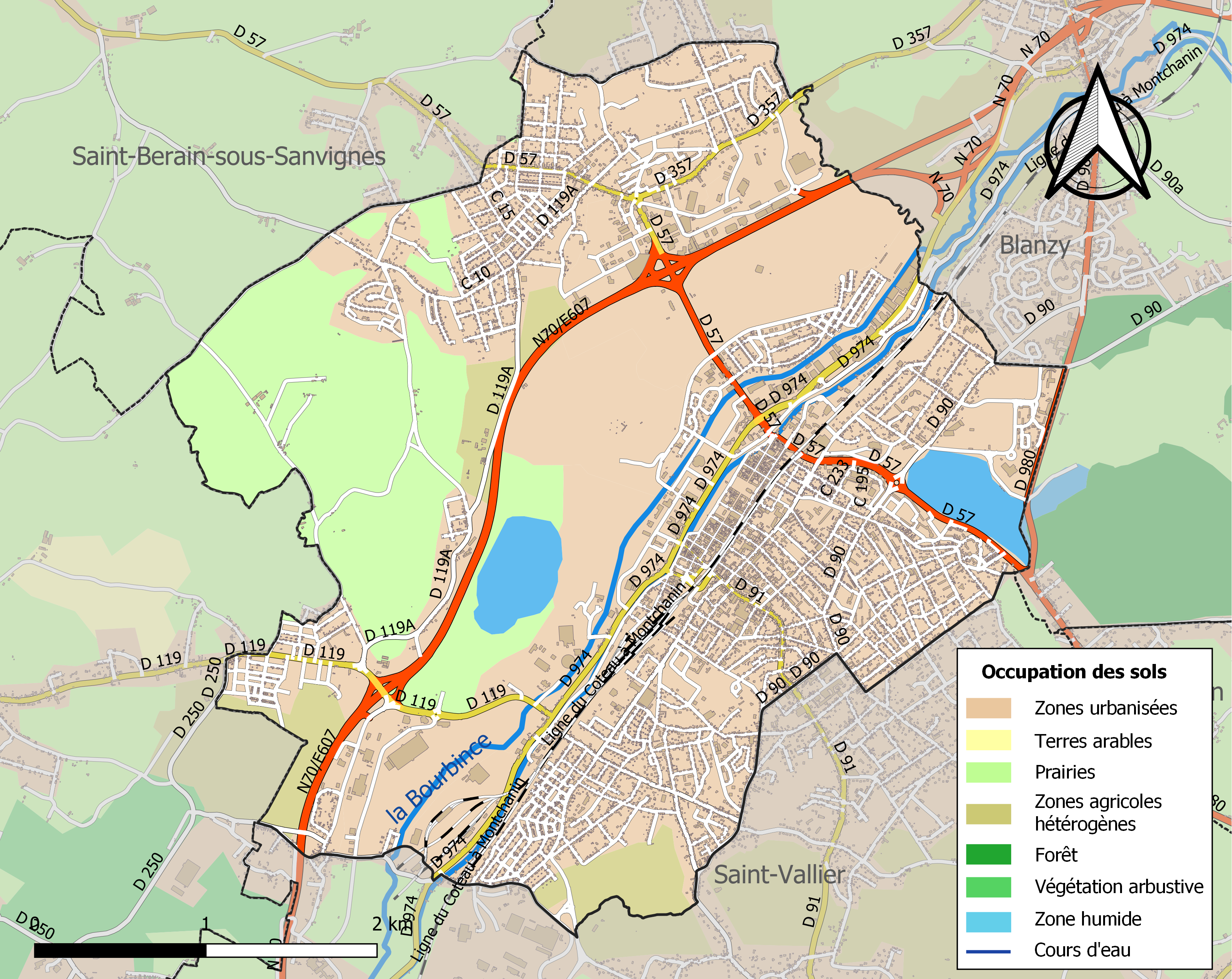
蒙索莱米讷土地利用情况地图

截止2021年8月，蒙索莱米讷共有各类用人单位（包含自雇）1,946家，平均历史为16年，其中98.45%为中小型企业（PME）。（液压机械生产）、（大型零售）及（商业器材销售）是当地2019年营业额最高的三个企业，分别为83,212,516欧元、71,728,727欧元和35,567,639欧元。

## 财政收入
2019年，蒙索莱米讷的财政收入总额为23,186,100欧元，财政支出总额为22,770,000欧元，当年的债务总额为13,089,100欧元。2020年，蒙索莱米讷共获得6,175,108欧元的国家财政补助，与上一年基本持平。
2017年，蒙索莱米讷的人均月收入总额为1,886欧元，其中高级职员为3,428欧元，低于法国平均水平（4,214欧元）；中级职员为2,108欧元，低于法国平均水平（2,353欧元）；普通职员为1,579欧元，亦低于法国平均水平（1,690欧元）。
2017年，蒙索莱米讷境内的青壮年（15至64岁）失业率为19.6%，当地39.7%的家庭拥有纳税资格，平均纳税1,890欧元，低于法国平均水平（3,888欧元）。

## 社会事务

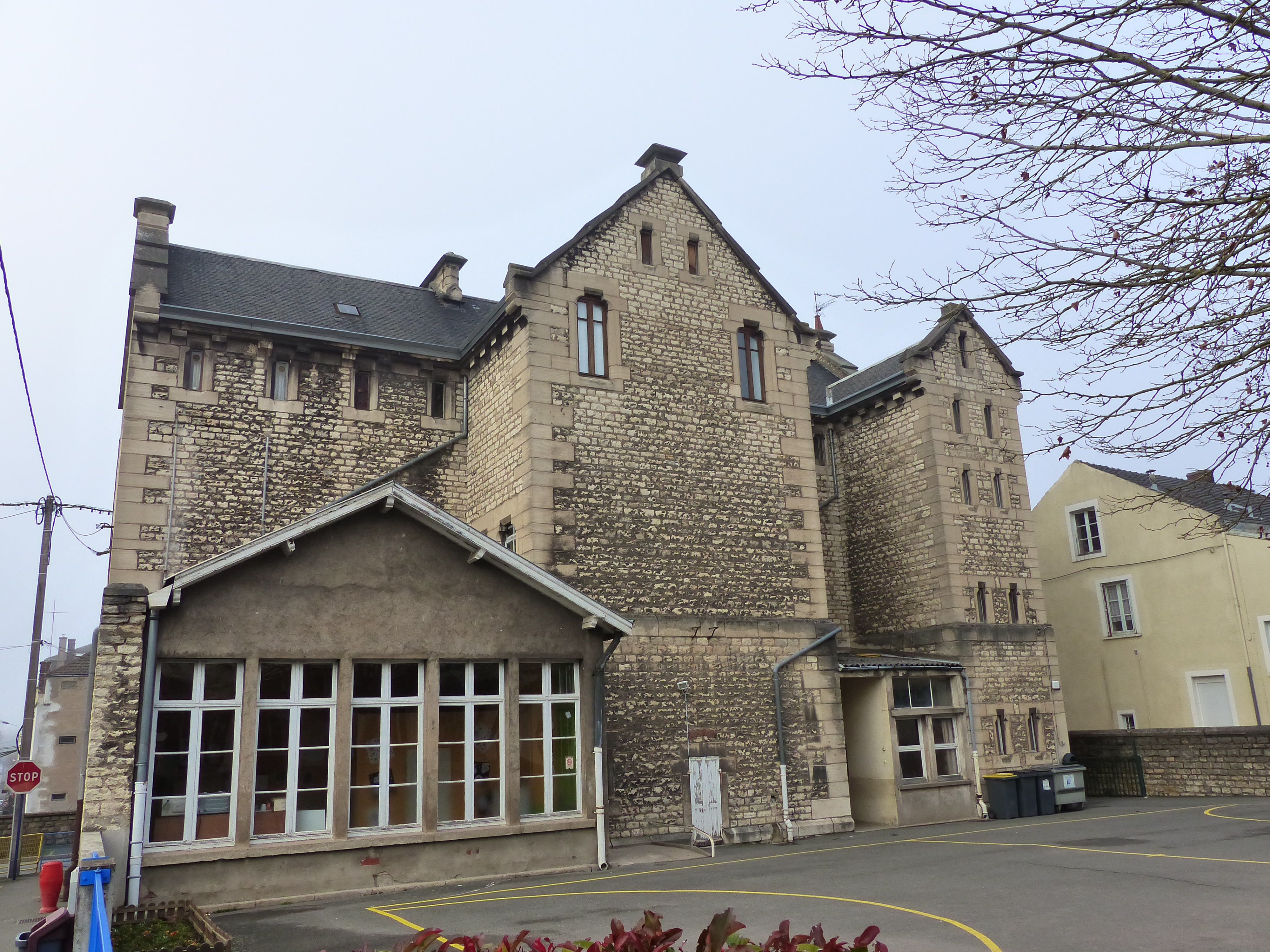
蒙索莱米讷中心学校

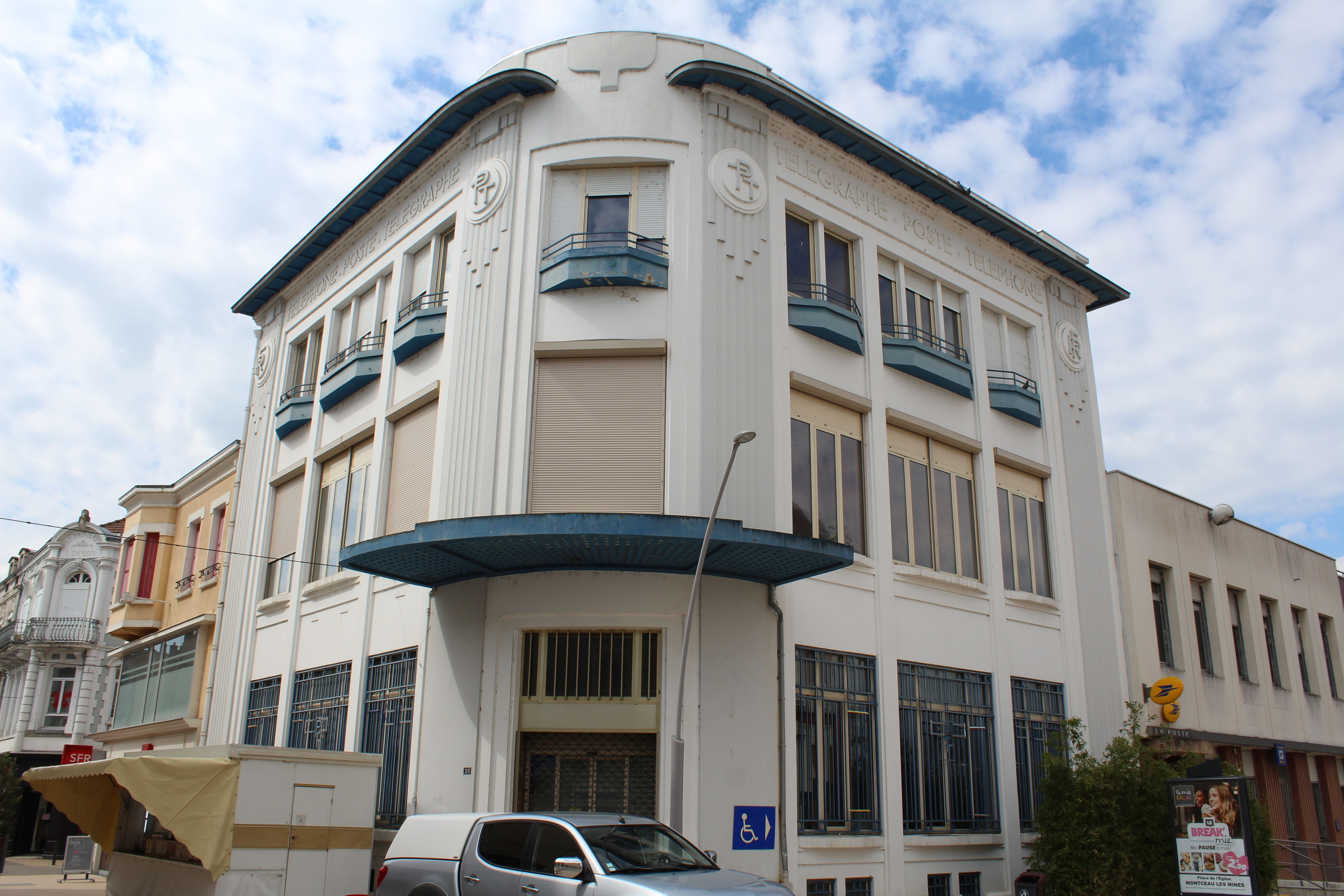
蒙索莱米讷邮政中心大楼

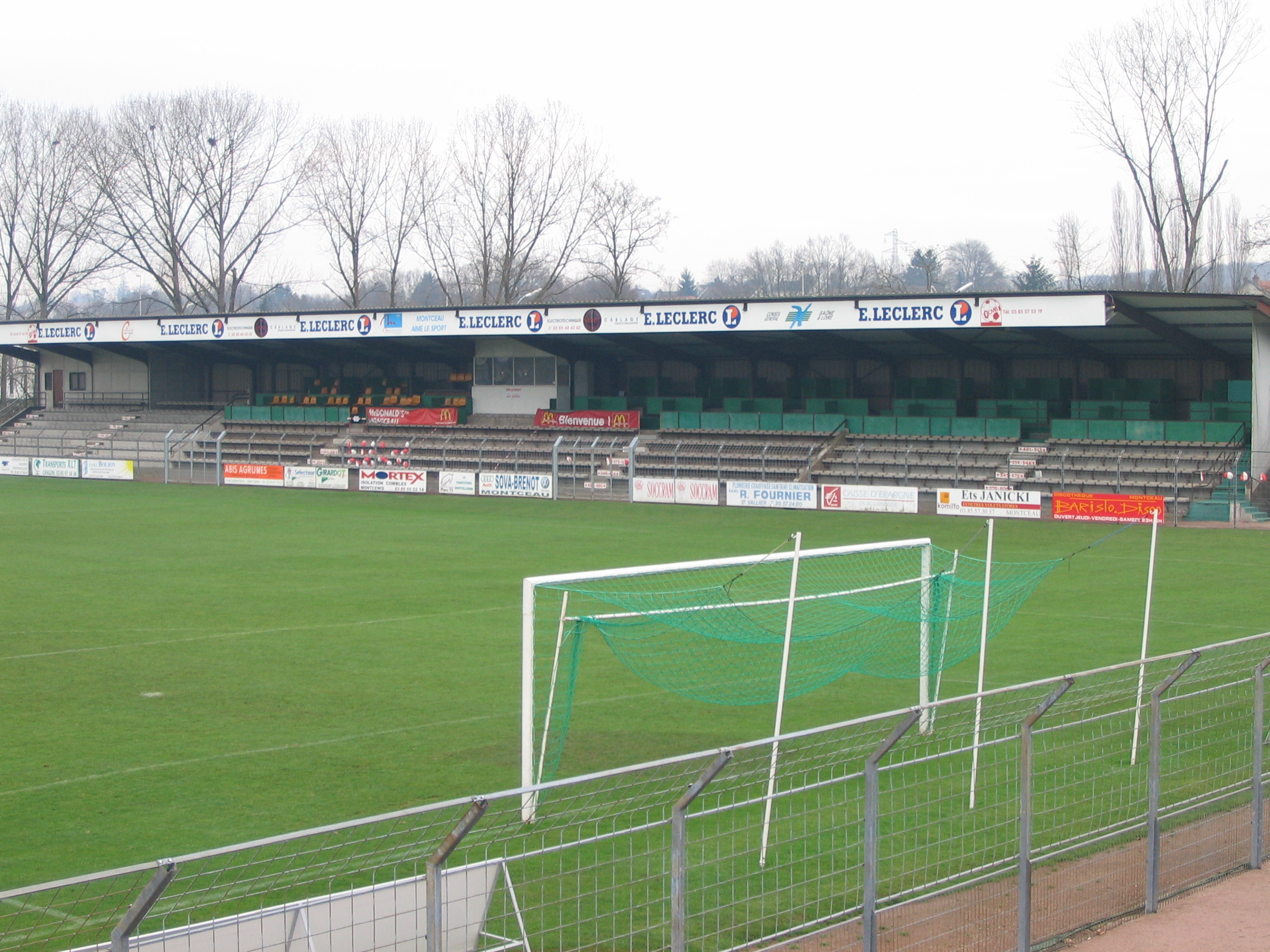
云雀球场

### 教育
蒙索莱米讷属于第戎学区。截止2019年1月1日，蒙索莱米讷境内共有7所幼儿园、8所小学、3所初级中学和1所普通高中。2018至2019学年度，蒙索莱米讷境内共有在校中等教育阶段学生2,243名。

### 医疗
截止2019年1月1日，蒙索莱米讷境内共有全科医生14名、保健师14名、牙医14名、护士42名、眼科医生2名、皮肤科医生2名、助产士1名、儿科医生1名和妇科医生2名。境内共有药房12家、养老院7家、残疾人帮扶中心3家。
蒙索莱米讷健康合作集团（CGS de Montceau）是法国的一个区域性医疗机构，其主病区位于蒙索莱米讷市区，设有床位395个，是当地规模最大的公立综合性医院。

### 住房
2017年，蒙索莱米讷境内共有各类住房10,767套，其中49.8%为独立式居民区，48.8%为集中式居民区。常住房屋占蒙索莱米讷市镇范围内居民建筑总量的87.2%。
在住房保障政策方面，2017年，蒙索莱米讷境内共有2,871户家庭获得了住房经济补助，受益人数占总人口数量的15.6%，其中2,732份为房租补助。

### 商业
2019年，蒙索莱米讷境内共有各类实体商铺505家，其中餐厅77家、大型超市8家、杂货店7家、面包房20家、肉铺9家、书店6家、装饰品店2家、银行门店11家、美容美发店46家、汽车维修店48家。市区北部建有开放式商业街区，有一家Intermarché超市。

### 体育
2019年，蒙索莱米讷境内共有1家游泳池、5间体育馆、1座综合体育场、6处网球场、7处足球或橄榄球场、5处篮球或排球场以及1处高尔夫球场。
截至2021年8月，蒙索莱米讷境内共有五家注册足球俱乐部，其中蒙索勃艮第足球俱乐部是当地的代表性球队，后者成立于1948年，曾于1984至1989年间参加法国职业足球联赛，2021至2022赛季则参加法国全国丙组联赛（法戊），其主场“云雀球场”（Stade des Alouettes）位于市区北部，可同时容纳超过六千名观众。

### 环境
蒙索莱米讷的环境事务由其所属的公共社区负责。2019年，蒙索莱米讷境内暂无污染企业。

### 治安
2019年，蒙索莱米讷市镇范围内有1处派出所。
2014年，蒙索莱米讷及附近地区共发生各类案件1,514起，其中盗窃类案件878起，经济类案件179起，毒品交易类案件69起。

## 文化
2019年，蒙索莱米讷境内共有1家电影院和1家音乐厅。蒙索莱米讷市政府提供多媒体中心，向公众全年开放。

### 建筑
蒙索莱米讷境内有多处历史建筑，其中莱苏瓦索运河桥（Pont des Oiseaux）是当地的代表性建筑物，红十字救助站旧址以及烈士纪念碑是法国国家文物保护单位。

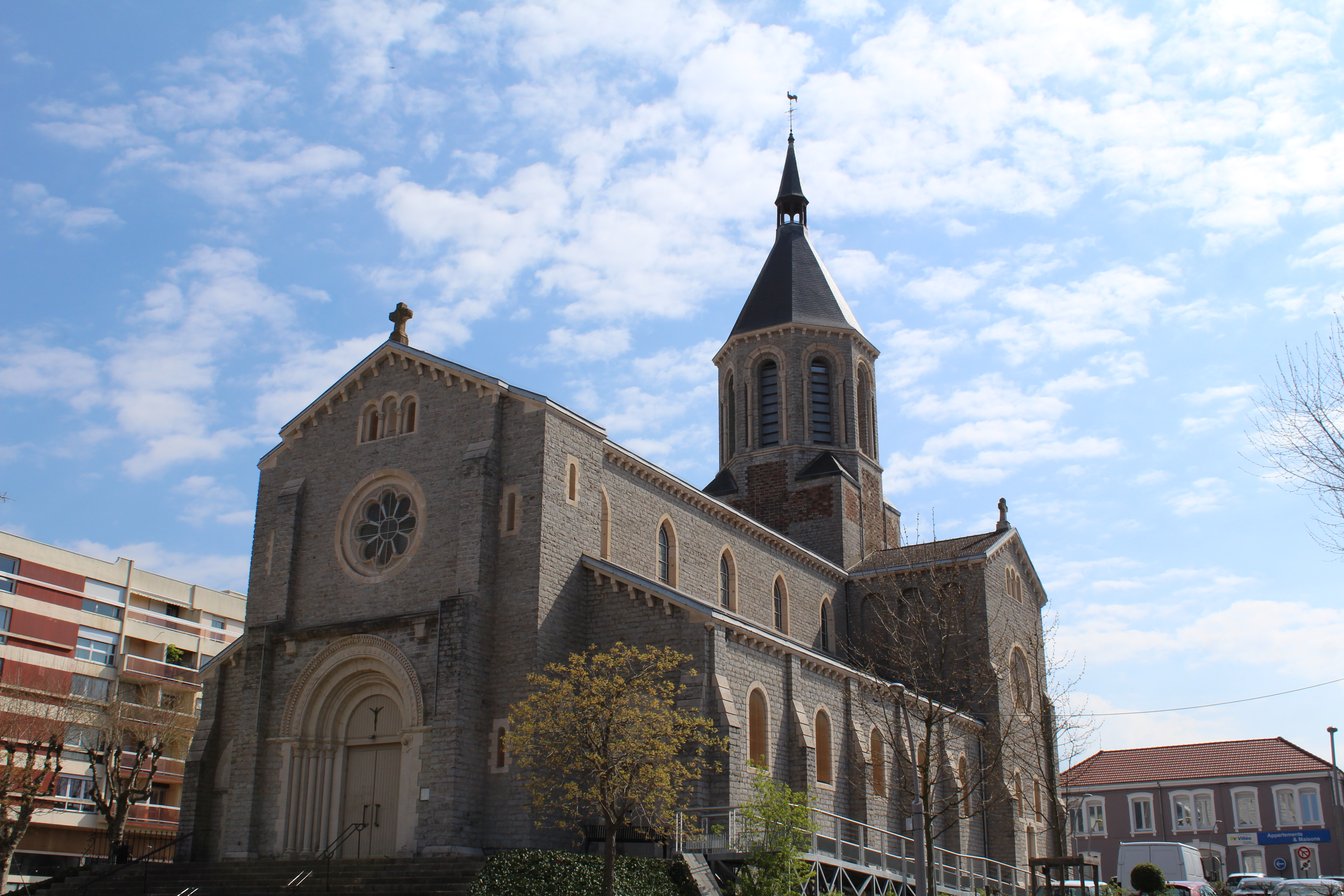
圣母教堂
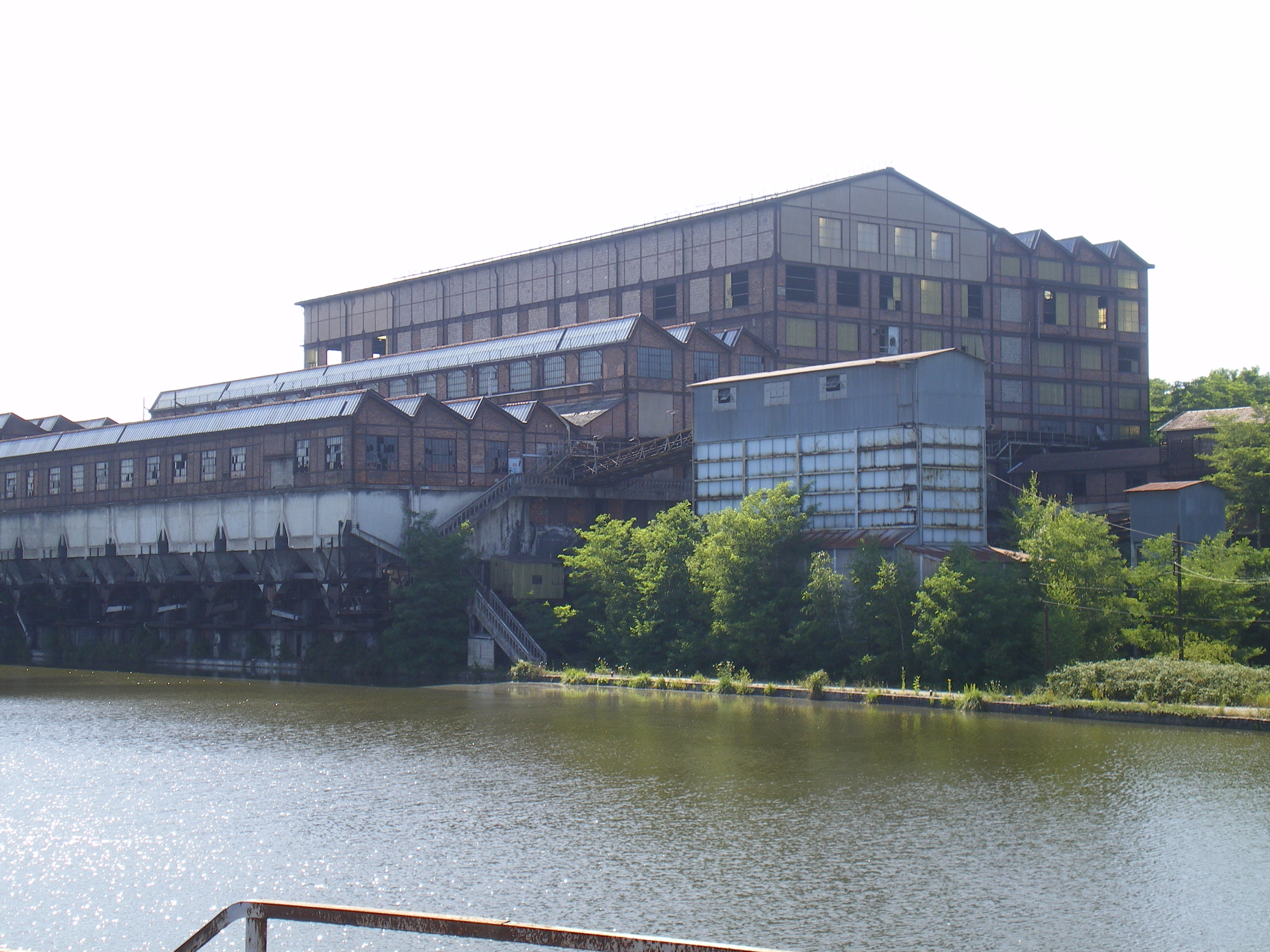
洗煤厂旧址
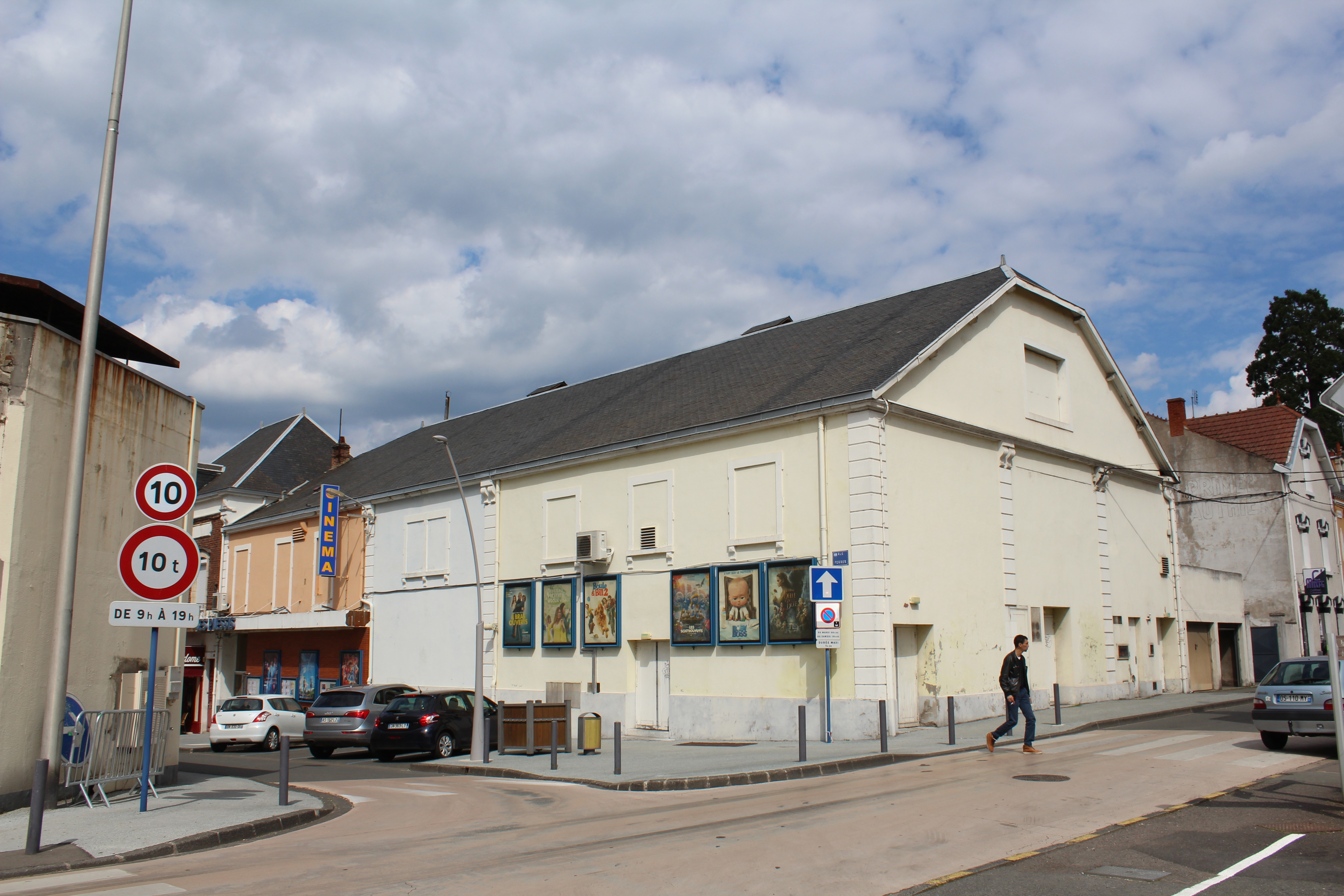
勒普莱西电影院
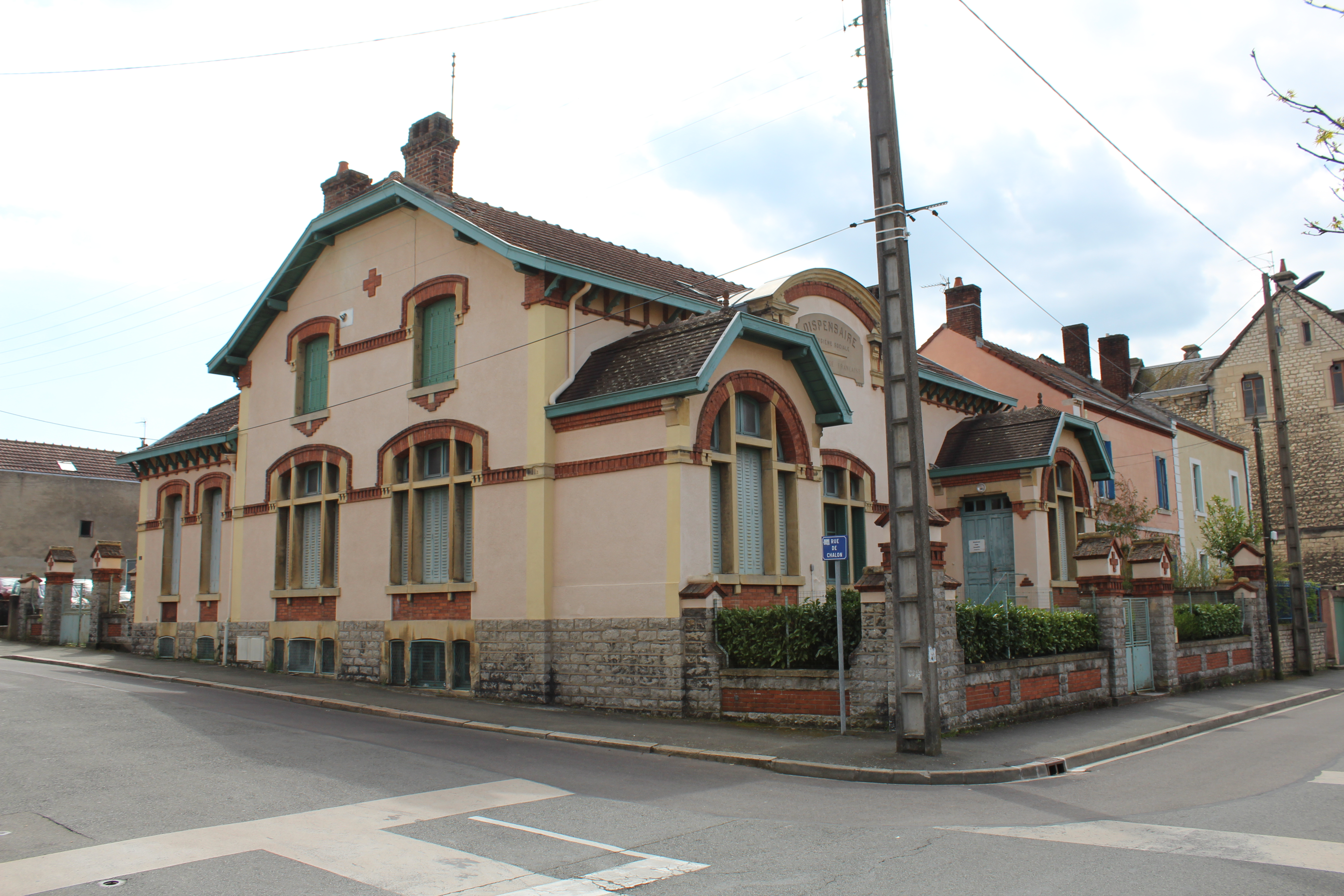
红十字救助站（法语：Dispensaire de la Croix Rouge）
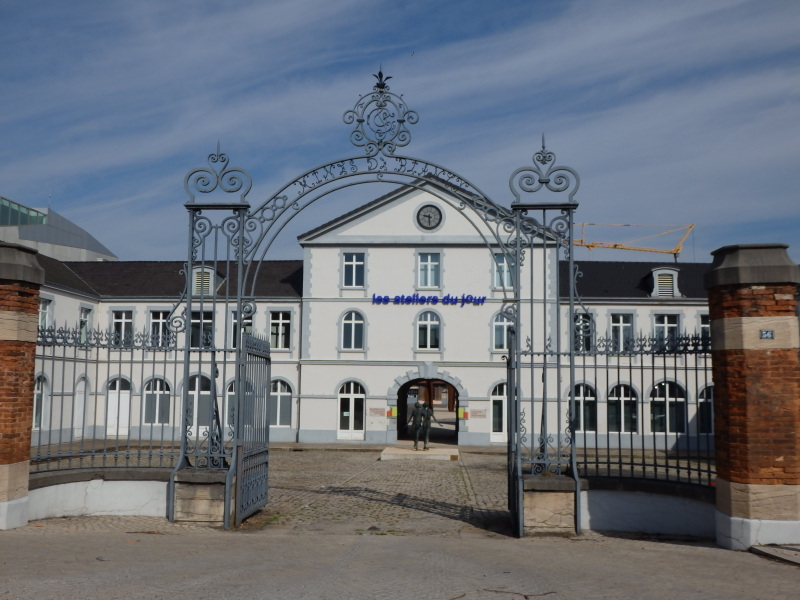
文化中心
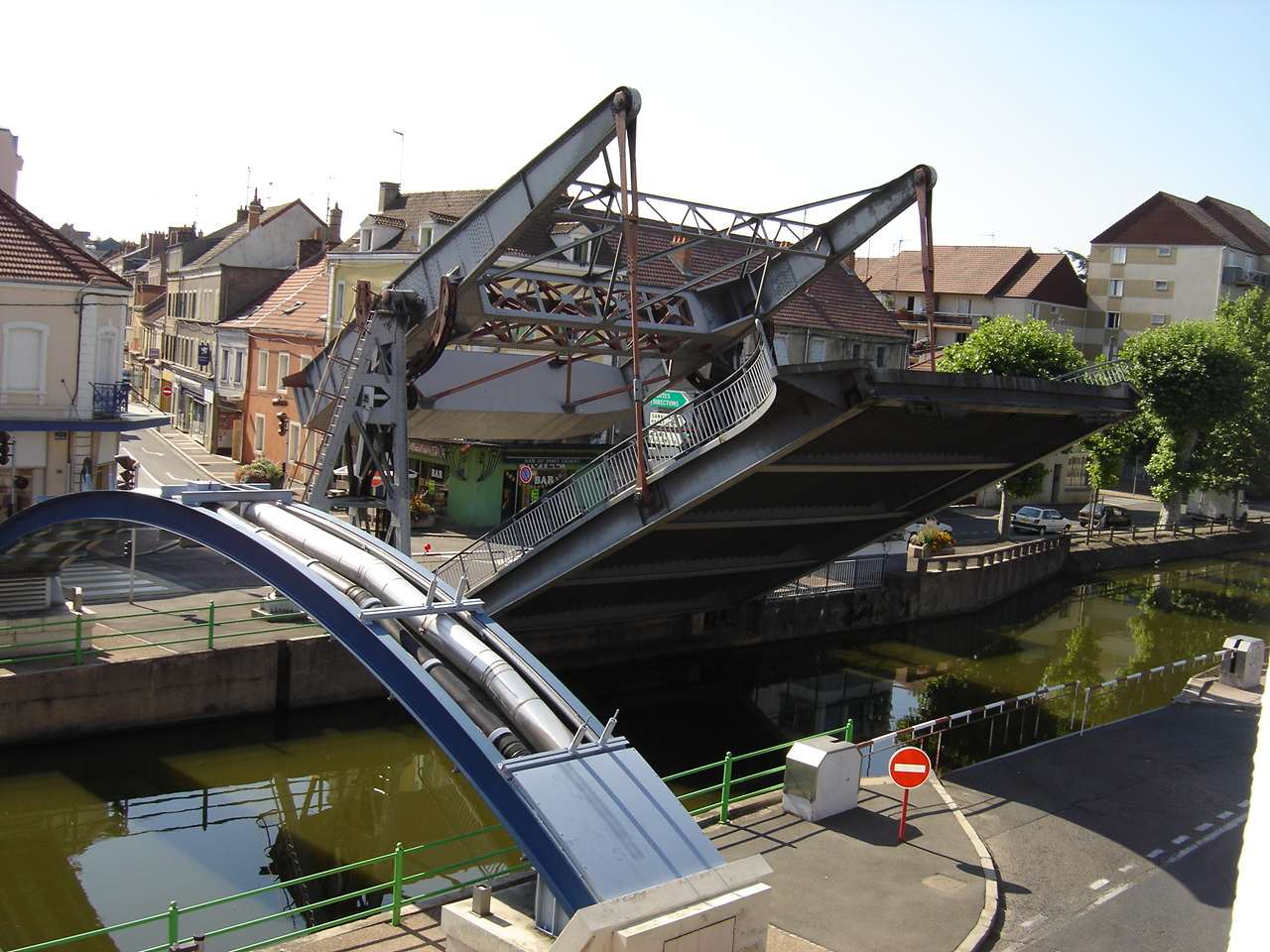
开启时的运河桥

### 旅游
蒙索莱米讷的旅游事务由其所属的公共社区负责。2020年，蒙索莱米讷境内共有5家酒店共计187间房间。

### 媒体
法国主要的媒体均可在蒙索莱米讷接收，法国电视三台下属的勃艮第-弗朗什-孔泰大区频道在部分时段播出蒙索莱米讷所属区域的地方新闻。

## 相关人物
法国共产主义女政治家利丝·隆东、现代诗人安德烈·弗雷诺出生于蒙索莱米讷。

## 友好城市
截至2021年8月，蒙索莱米讷共与五座城市互为友好城市关系：
- 德国 施泰格附近盖斯林根
- 波蘭 若雷
- 義大利 阿夸福尔莫萨
- 義大利 伦格罗
- 義大利 菲尔莫